# Plectroglyphidodon flaviventris
Plectroglyphidodon flaviventris là một loài cá biển thuộc chi Plectroglyphidodon trong họ Cá thia. Loài này được mô tả lần đầu tiên vào năm 1974.

## Từ nguyên
Tính từ định danh của loài được ghép bởi hai từ trong tiếng Latinh, flavus ("màu vàng") và ventris ("ở bụng"), hàm ý đề cập đến vùng màu vàng trên bụng của chúng.

## Phạm vi phân bố và môi trường sống
P. flaviventris có phạm vi phân bố ở khu vực Nam Thái Bình Dương. Loài này chỉ được ghi nhận tại Tuamotu (Polynesia thuộc Pháp) và Nouvelle-Calédonie. Môi trường sống phổ biến của P. flaviventris là các rạn san hô, đặc biệt là san hô của chi Pocillopora, ở độ sâu khoảng từ 5 đến 18 m.

## Mô tả
Chiều dài cơ thể tối đa được ghi nhận ở P. flaviventris là 7 cm.
Số gai ở vây lưng: 12; Số tia vây ở vây lưng: 18–19; Số gai ở vây hậu môn: 2; Số tia vây ở vây hậu môn: 15–16; Số gai ở vây bụng: 1; Số tia vây ở vây bụng: 5.

## Sinh thái học
Thức ăn chủ yếu của P. flaviventris là tảo. Trứng của chúng bám dính vào chất nền. Cá đực có nhiệm vụ bảo vệ và chăm sóc trứng.